# Захват Сенегала
Захват Сенегала (англ. Capture of Senegal) — британские экспедиции с апреля по декабрь 1758 года, во время Семилетней войны, с целью захвата французской колонии Сенегал (Западная Африка). Британское военное командование, после не очень успешных операций на побережье Франции, приняло стратегию ослабления экономики Франции путём захвата их колоний и ослабления международной торговли. В рамках этой компании в 1758 году несколько британских экспедиций захватили город Сен-Луи и остров Горе, таким образом к концу года Великобритания контролировало всё побережье Сенегала. Первым британским губернатором Сенегала становится подполковник Ричард Уорг.

## Предыстория
Борьба между Великобританией и Францией за экономическое господство в Западной Африке продолжалась на протяжении всего XVIII века. В 1753 году Франция построила несколько фортов на реке Гамбия, а по заявлению английской торговой компании французские торговцы настраивали местных против британцев. Английские торговцы просили устранить французскую угрозу от Сен-Луи и острова Горе.
План по захвату Сенегала был разработан американским торговцем Томасом Каммингом, который долгое время жил в Западной Африке и подробно описал возможность британской атаки. План опирался на растущее господство британского флота в мире и упадке Королевства Франции в мировой торговле. Британские военно-морские силы, согласно плану Камминга, должны были высадить десант в районе реки Сенегал, с целью заручиться поддержкой африканских местных правителей и затем вместе напасть на главный французский портовый город Сен-Луи. Руководство экспедиций было поручено Генри Маршу.
Французские поселения в Сенегале имели небольшое стратегическое значение, но они были важны в качестве базы в мировой торговли рабами, а также Сенегал являлся одним из лидеров по добыче натуральной камедь. Поэтому основной целью экспедиции было нанести ущерб экономике Франции, сократив доходы от этих отраслей экономики. Эти экспедиции были частью стратегии Государственного секретаря Южного департамента Уильяма Питта по уничтожению способности Франции продолжать Семилетнюю войну, истощая её средства.

## Экспедиции
Первой экспедицией к берегу Западной Африке руководил капитан небольшой эскадры Генри Марш, к нему были прикреплены 200 пехотинцев и отряд артиллеристов из 74 пехотного полка. Экспедицию сопровождал, составитель плана по захвату Сенегала, Томас Камминг. Войска покинули Плимут 9 марта 1758 года, после короткой остановки для пополнения запасов на Тенерифе (Канарские острова) в апреле эскадра достигла устья реки Сенегал. Камминг сошёл на берег, чтобы заручиться поддержкой местных жителей, но переговоры затягивались и Марш решил начать атаку на главный торговый порт французов Сен-Луи.
29 апреля Марш двинулся вверх по реке и после короткого морского сражения французские корабли укрылись под пушки форта. 30 апреля 700 пехотинцев и моряков высадились на берег, чтобы атаковать форт Сен-Луи. Внезапная высадка британских войск застала гарнизон врасплох. 1 мая французы сдали форт, а местные торговцы поклялись в верности англичанам. Во время захвата форта ни один британец не был убит. Марш захватил 16 кораблей разного типа и 92 орудия. Французские торговые пункты на реке Сенегал перешли к Великобритании.
Генри Марш воодушевлённый лёгкой победой, оставил в Сен-Луи несколько небольших судов и отплыл к острову Горе, чтобы атаковать и его. 24 мая корабли достигли острова Горе и сразу же начали обстрел форта. Но он недооценил укрепления форта и спустя два с половиной часа прекратил атаку. В этом сражение Марш потерял 20 человек и ещё 40 человек были ранены, а также корабли были сильно повреждены.
Корабли вернулись домой, забитые захваченными товарами стоимостью в сотни тысяч фунтов. Уильям Питт был чрезвычайно доволен лёгкой победой в Западной Африке и вскоре снарядил новую экспедицию.
В декабре экспедиция под командованием Огастеса Кеппель захватила остров Горе и французские торговые пункты на реке Гамбия. Уильям Питт хотел продолжить дальнейшее завоевание Западной Африки, но не смог снарядить новую экспедицию, опасаясь за безопасность британских островов.

## Последствия
Наряду с экспедициями в Канаду, Вест-Индию и Филиппины, захват Сенегала показал, что Королевский флот Великобритании господствует в мировом океане, а характер конфликтов между европейскими державами становится глобальным, так как они начали бороться за господство и ресурсы на нескольких континентах. Право собственности на западноафриканские территории стало основным источником разногласий между Великобританией и Францией во время мирных переговоров, которые привели к заключению Парижского мирного договора в 1763 году. В результате мирного договора Великобритания сохранила Сен-Луи и материковую часть Сенегала, а остров Горе был возвращён Франции.
Великобритания стремилась наращивать своё присутствие в Западной Африке и намеревались использовать Сенегал в качестве базы дальнейшего захвата территорий. По приказу правительства был сформирован Африканский корпус, специальное подразделение войск под командованием Чарльза О’Хара, чтобы защищать новые владения в Африке. Французы были недовольны потерей Сенегала и планировали вернуть его в ближайшее время.